# Walter Düding
Walter Düding (* 9. Juli 1925) ist ein ehemaliger deutscher Fußballspieler.

## Werdegang
Der Stürmer Düding begann seine Karriere beim VfB 03 Bielefeld und spielte mit seiner Mannschaft in der seinerzeit erstklassigen Gauliga Westfalen. Im Sommer 1943 wechselte er zu Wilhelmshaven 05 und wurde mit seiner Mannschaft Meister der Gauliga Weser-Ems. Damit qualifizierten sich die Wilhelmshavener für die Endrunde um die deutsche Meisterschaft, wo die Mannschaft im Achtelfinale am späteren Vizemeister Luftwaffen-Sportverein Hamburg scheiterte. Nach dem Ende des Zweiten Weltkrieges kehrte Düding zum VfB 03 Bielefeld zurück. 